# Centrum (Stargard)

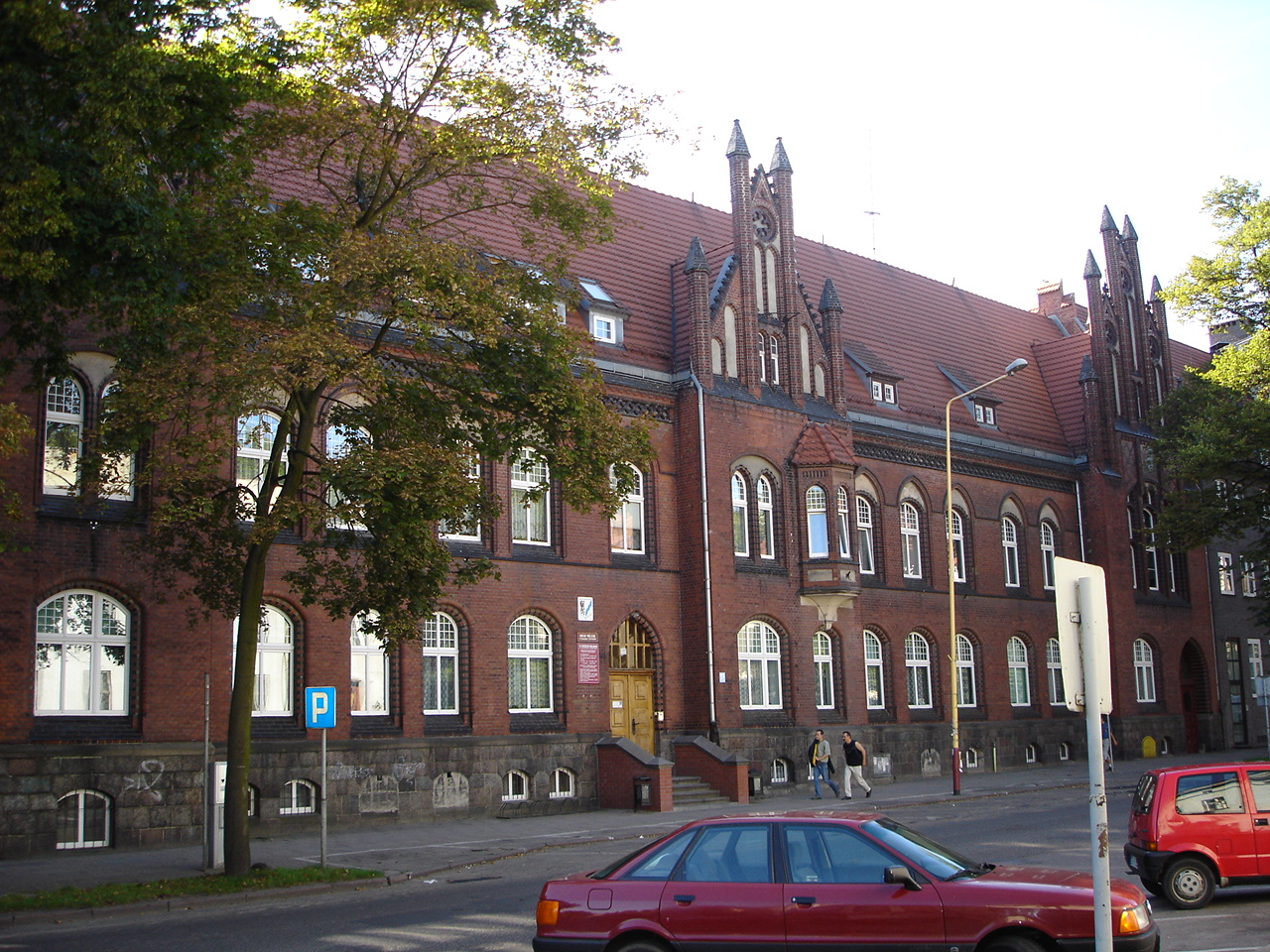
Urząd Miejski, przy ul Czarnieckiego

Centrum – dzielnica Stargardu, stanowiąca główny ośrodek administracyjny, handlowy i usługowy miasta. Znajdują się tu ważne instytucje miejskie i państwowe: Urząd Miasta, Prokuratura, Sanepid. Tej części występuje duża koncentracja banków i innych instytucji finansowych. Zabudowa tej części miasta to w dużej mierze secesyjne budynki z końca XIX wieku i z początku XX wieku, oraz współczesna zabudowa plombowa. Na terenie Centrum znajduje się kilka neogotyckich zabytków m.in.: Cerkiew Prawosławna śś Piotra i Pawła, zbudowana w 1890 z przeznaczeniem na kościół katolicki, wieża ciśnień z 1897 oraz budynek Urzędu Miejskiego z 1901 z przeznaczeniem dla Urzędu Powiatowego (Landkreisamt).
W Centrum znajduje się  pomnik Jana Pawła II z 2006 (Skwer im. Ojca Świętego Jana Pawła II). Do 25 listopada 2017 była tam również Kolumna Zwycięstwa z 1945 (Plac Wolności). Przy ul. Barnima znajduje się urząd Poczty Polskiej, Stargard 2.
Przez ulicę Wyszyńskiego i pl. Wolności prowadzi czerwony Szlak Hetmana Stefana Czarnieckiego do Recza, przez stargardzkie Stare Miasto i Dobrzany.

## Centra Handlowe w Śródmieściu
- SDH
- Milenium
- Zodiak
- Rondo
- 2000

## Główne ulice dzielnicy
- Wyszyńskiego (Banhofstraβe)
- Piłsudskiego (Jobststraβe)
- Wojska Polskiego (Bergstraβe)
- Czarnieckiego (Jobststraβe, Hindenburgstraβe)
- Pl. Wolności (Gerichtsplatz, Adolf-Hitler-Platz)